# AN/SPY-7
AN/SPY-7은 능동위상배열 레이다의 소자는 질화 갈륨과 갈륨비소가 있는데 질화갈륨이 더욱 우수한 소자 기술이다. 갈륨비소는 30년전의 기술로 만들어진 반면, 질화갈륨은 최신 기술이고 가장 성능이 앞섰다.

## 역사

### 신형 레이더
미국 록히드마틴사는 신형 레이더 시스템 LRDR을 배치했다. 레이더 시스템은 모든 기술적 성능 측정 및 요구 사항에 대한 준수를 입증했으며 탄도 미사일 공격으로부터 미국 국토를 보호하기 위해 계층화 된 탄도 미사일 방어 전략을 지원할 것이다. 최신형 전자장비인 고체 재료 소자 GaN을 사용해서 탐색범위가 대폭 확대되었다.

### AN/SPY-7
LRDR에 기반한 기술로 만들어진 SPY-7은 차세대 이지스함용 레이다이다. AN/SPY-7의 질화 갈륨(GaN) 소자는 일본 전자회사 후지쯔의 반도체를 사용했다.

### 지상형
2017년, 일본은 북한 미사일 위기에 대응하기 위해 이지스 어쇼어를 주문했다. 폴란드에 SPY-1 레이더가 지상형으로 배치된 것처럼 일본도 SPY-7 레이더 2기가 지상 배치될 예정였다. 주민 반발 및 유도탄 탄두 파편에 의한 민가 피해의 사유로 지상 AN/SPY-7를 취소하고 2척의 배에 싣는 해상형 복귀로 선회했다. 복수선체 다동선까지 계획하고 있으며 2척을 배치하기 위한 사업비는 2조엔(20조원)으로 추정되어 비싼 편이다. 2조원의 일반 이지스함을 배치할 시 10척을 배치할 예산이다.

## 같이 보기
- AN/SPY-3